# 2,6-tolueendiamine
2,6-diaminotolueen (2,6-TDA) is een organische verbinding met als brutoformule C7H10N2. De stof komt voor als kleurloze kristallen die bruin worden bij blootstelling aan lucht.
2,6-tolueendiamine is een van de isomeren van tolueendiamine. Bij normale druk en op kamertemperatuur is het een heldere, kleurloze vaste stof.

## Synthese
2,6-tolueendiamine wordt bereid door de katalytische reductie van 2,6-dinitrotolueen. In deze reactie wordt water als bijproduct gevormd.
Het wordt verder omgezet tot 2,6-tolueendiisocyanaat, dat een grondstof is voor polyurethaanschuimen.

## Toxicologie en veiligheid
2,6-diaminotolueen vormt bij verbranding giftige dampen van stikstofoxiden. De stof is giftig voor waterorganismen.
De stof is irriterend voor de ogen, de huid en de luchtwegen. De stof kan effecten hebben op het bloed, met als gevolg de vorming van methemoglobine. De effecten kunnen met vertraging optreden. In tegenstelling tot 2,4-tolueendiamine wordt 2,6-tolueendiamine niet als carcinogeen beschouwd, wel als mogelijk mutageen.